# Alibaba.com
Alibaba.com (chinesisch 阿里巴巴, Pinyin ālǐbābā) ist eine Handels- und Kommunikationsplattform für Unternehmen (B2B). Die Verwaltung von Alibaba.com liegt in Hangzhou (Volksrepublik China) und das Unternehmen gehört zur Alibaba Group.

## Angebot
Alibaba.com hat nach eigenen Angaben einen Kundenstamm von mehr als 53 Mio. Benutzern aus über 240 Ländern und Regionen. Vor allem kleinere und mittelständische Unternehmen nutzen die Plattform für den Handel in asiatischen Ländern. Nach Schätzung des US-Marktforschungsunternehmens Forrester Research wurden 2013 Waren im Wert von 240 Milliarden Dollar über Alibaba gehandelt. In Europa ist Alibaba vor allem für den Import aus China von Bedeutung.
Als Bezahldienst wurde von Alibaba Alipay entwickelt und eingeführt.

## Unternehmen
Die Website wurde 1999 von dem chinesischen Unternehmer und ehemaligen Englischlehrer Jack Ma gegründet. Ende April 2007 wurde bekannt, dass der Mutterkonzern Alibaba Group einen alleinigen Börsengang der Business-to-Business-Internetplattform im Laufe des Jahres plante. Umgesetzt wurde dieser am 6. November 2007 als weltweit zweitgrößter Börsengang eines Internet-Unternehmens nach Google im Jahr 2004. Mit der Emission nahm das Unternehmen 11,6 Milliarden Hongkong-Dollar (ca. eine Milliarde Euro) ein. Für Aufsehen sorgte im Vorfeld die schnelle Überzeichnung der angebotenen Anteile. Die Großbanken Goldman Sachs und Morgan Stanley begleiteten die Emission als konsortialführende Banken.
2005 übernahm Yahoo 40 % des Mutterkonzerns Alibaba Group, wovon 2012 die Hälfte wieder verkauft wurde.
Alibaba.com war von November 2007 bis Juni 2012 an der Hong Kong Stock Exchange notiert.
Laut einem Spiegel Bericht 2020, verzeichnete Alibaba 583.000 Bestellungen pro Sekunde.